# Saponaria tridentata
Saponaria tridentata är en nejlikväxtart som beskrevs av Pierre Edmond Boissier. Saponaria tridentata ingår i släktet såpnejlikor, och familjen nejlikväxter. Inga underarter finns listade i Catalogue of Life.